# Surugadai

Kanda-Surugadai (神田駿河台, Kanda-Surugadai) est un quartier de l'arrondissement de Chiyoda, à Tokyo. Le nom complet du quartier est Kanda-Surugadai mais le quartier est plus communément appelé Surugadai (駿河台, Surugadai) ou même parfois familièrement Sundai (駿台, Sundai).
Le code postal du quartier est 101-0062.

## Histoire
Après la mort du Shogun Tokugawa Ieyasu, les cadres du gouvernement d'Edo (ancien nom de Tokyo) quittèrent le Domaine de Sunpu (correspondant de nos jours à la ville de Shizuoka et à ses alentours) pour venir s'installer à Surugadai. 

## Entreprises présentes à Surugadai
Le siège social de Rengō, la confédération des syndicats ouvriers japonais, est situé dans le quartier.
Le siège social de Nippon Paper, la sixième plus grosse entreprise de papeterie du Japon, se trouve également dans le quartier.